# (34227) Daveyhuang
2000 QX89 (asteroide 34227) é um asteroide da cintura principal. Possui uma excentricidade de 0.06574520 e uma inclinação de 5.53050º.
Este asteroide foi descoberto no dia 25 de agosto de 2000 por LINEAR em Socorro.